# Kobylarnia (województwo wielkopolskie)
Kobylarnia – wieś w Polsce położona w województwie wielkopolskim, w powiecie międzychodzkim, w gminie Sieraków, przy drodze wojewódzkiej nr 198. Wieś wchodzi w skład sołectwa Chorzępowo.
W okresie Wielkiego Księstwa Poznańskiego (1815-1848) miejscowość należała do wsi mniejszych w ówczesnym pruskim powiecie Międzyrzecz w rejencji poznańskiej. Kobylarnia należała do okręgu sierakowskiego tego powiatu i stanowiła część majątku Sieraków, którego właścicielem był wówczas rząd pruski w Berlinie. Według spisu urzędowego z 1837 roku wieś liczyła 79 mieszkańców, którzy zamieszkiwali 6 dymów (domostw).
W latach 1975–1998 miejscowość administracyjnie należała do województwa poznańskiego.